# Leniwiec grzywiasty
Leniwiec grzywiasty (Bradypus torquatus) – gatunek ssaka z rodziny leniwcowatych (Bradypodidae). Jest endemitem atlantyckich przybrzeżnych lasów Brazylii. Międzynarodowa Unia Ochrony Przyrody (IUCN) wymienia leniwca grzywiastego w Czerwonej księdze gatunków zagrożonych jako gatunek narażony na wyginięcie.

## Genetyka
Garnitur chromosomowy leniwca grzywiastego tworzy 25 par (2n=50) chromosomów; FN=64.

## Budowa
Leniwiec grzywiasty to największy współczesny przedstawiciel rodziny leniwcowatych. Całkowita długość ciała samca (wraz z głową) osiąga wymiar 55–72 cm, przy masie ciała 8,8 kg, a samic 55–75 cm przy masie ciała 4,5–10,1 kg. Ogon jest krótki – o długości około 5 cm. Długość ucha 8–22 mm, długość tylnej stopy 100–115 mm. W wymiarach ciała zaznacza się dymorfizm płciowy. Samce są nieco mniejsze i lżejsze od samic.
Sierść leniwca grzywiastego jest wybarwiona na kolor jasnobrązowy. Włosy na szyi opadają na ramiona i mają kolor czarny. Ta grzywka jest u samców obfitsza i ciemniejsza niż u samic. Nie spotyka się jej u innych gatunków leniwca. U leniwca grzywiastego nie występuje natomiast charakterystyczne speculum obserwowane na grzbietach pozostałych trzech gatunków. W sierści żyją symbiotyczne glony.

## Systematyka
Gatunek po raz pierwszy zgodnie z zasadami nazewnictwa binominalnego opisał w 1811 roku niemiecki zoolog Johann Karl Wilhelm Illiger nadając mu nazwę Bradypus torquatus. Illiger nie wskazał miejsca typowego; teriolodzy – Amerykanin Ralph M. Wetzel i Brazylijczyk Fernando Dias de Avila-Pires – w 1980 roku jako miejsce typowe wskazali atlantycki drenaż brazylijskich stanów Bahia, Espírito Santo i Rio de Janeiro, natomiast brazylijski teriolog Sérgio Maia Vaz w 2003 roku ograniczył lokalizację okazu typowego do okolic Salvadoru, w stanie Bahia, w Brazylii. Holotyp to płaska skóra (sygnatura ZMB_MAM 1895) ze zbiorów Muzeum Historii Naturalnej w Berlinie.
Zidentyfikowano dwie odrębne i rozłączne grupy filogeograficzne B. torquatus (klady z północy i południa), ale taksonomiczne rozróżnienie wymaga dodatkowych badań. 
Autorzy Illustrated Checklist of the Mammals of the World uznają ten takson za gatunek monotypowy.

### Etymologia
- Bradypus: gr. βραδυπους bradypous „o powolnym kroku, powolny”, od βραδυς bradus „powolny, niemrawy”; πους pous, ποδος podos „stopa”[17].
- torquatus: łac. torquatus „z kołnierzem”, od torques „kołnierz, naszyjnik”, od torquere „skręcać”[18].

## Tryb życia

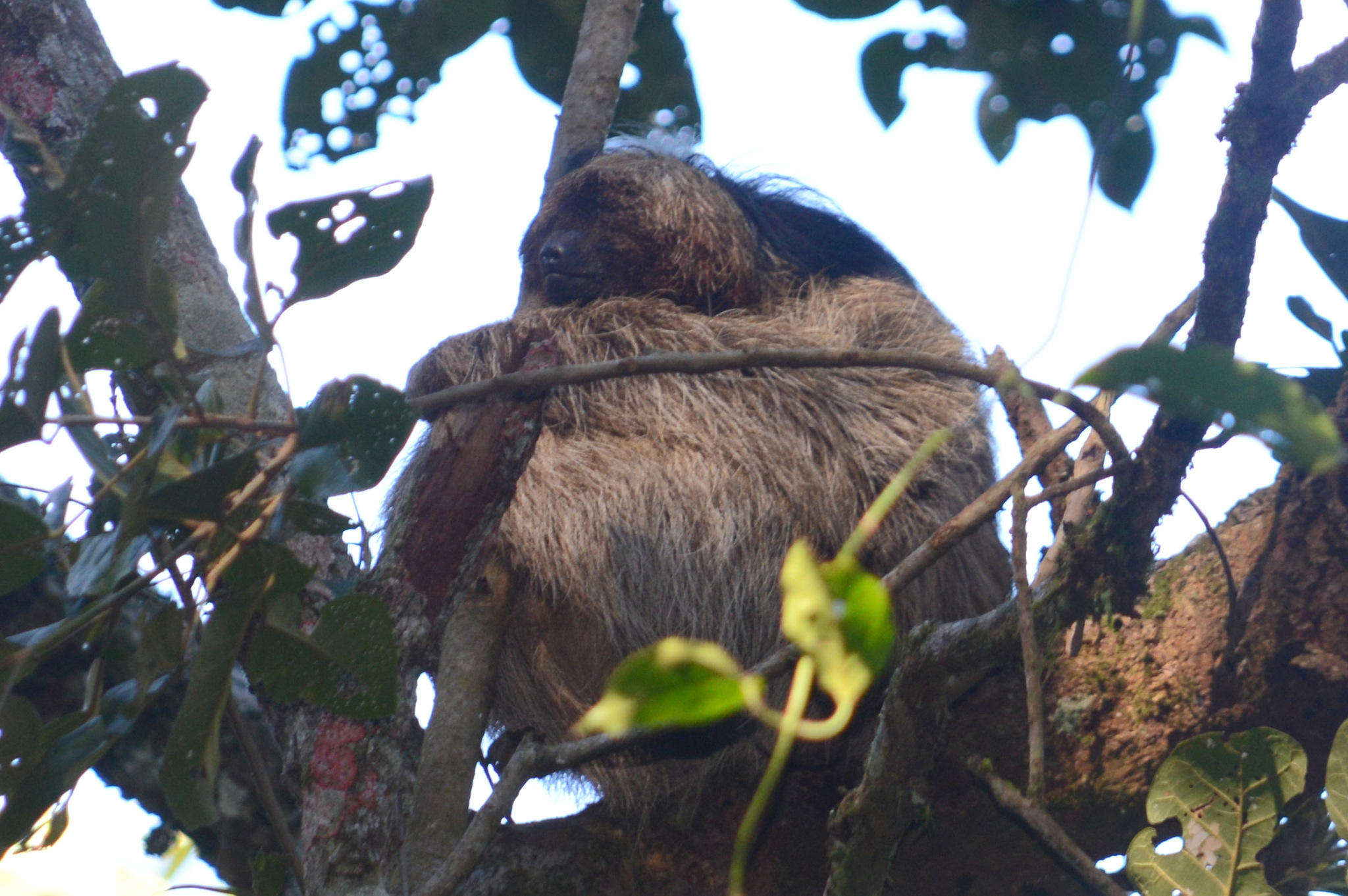
Leniwiec grzywiasty odpoczywa w rozwidleniu gałęzi

Leniwiec grzywiasty wiedzie wedle jednych źródeł nocny, wedle innych bardziej dzienny niż nocny tryb życia. Niemniej Pauli zauważa, że w okolicach rezerwatu Poco das Andas w stanie Rio de Janeiro zwierzęta te były aktywnie głównie nocą. Zwierzę prawie całe życie spędza na drzewach. Okresowo opuszcza drzewa, aby oddać mocz i wypróżnić się. Jest powolnym zwierzęciem, prowadzącym osiadły tryb życia. W ciągu doby przebywa wedle jednych źródeł odległość rzędu 24 m, z czego 17 m w porze dziennej (zakres 0-360 m), a 5 m w porze nocnej (0-45 m). Nadłuższa odnotowana podróż trwała 5,5 godziny, zwierzę przebyło powyżej 300 m. Przemieszczanie zajmuje mu tylko 6–17% czasu w ciągu dnia. 60–80% dziennej części doby zwierzę poświęca na odpoczynek, 7–17% na żerowanie, a 1–6% na zaloty. Powyższą średnią wyliczono na podstawie długotrwałej obserwacji (przez 66 dni w ciągu 14 miesięcy) zachowań 3 zwierząt zamieszkujących brazylijski Poço das Antas Biological Reserve. 
Leniwiec grzywiasty żyje samotnie. Zajmuje areał o powierzchni od 2,8 do 5,9 ha, a wedle innych źródeł średnia wielkość siedliska obejmuje teren o powierzchni 5,4–5,6 ha. Z kolei gęstość zasiedlenia jest szacowana na 0,09–1,25 osobników na hektar.

### Cykl życiowy
Jak zauważa Pauli, istnieje zaledwie garść informacji dotycząca rozrodu leniwców grzywiastych. Zwierzęta odbywają gody pod koniec pory suchej i na początku pory deszczowej (sierpień–październik), a w okresie luty–kwiecień (pod koniec pory deszczowej i na początku pory suchej) samice rodzą jedno młode. Osiąga ono samodzielność w wieku 9-11 miesięcy. Opuszcza ono wtedy matkę w poszukiwaniu własnego areału bądź jest przez nią przeganiane. Potomstwo osiąga dojrzałość płciową między drugim a trzecim rokiem życia. Rok po porodzie samica wydaje na świat kolejne młode. Leniwiec grzywiasty osiąga na wolności wiek do około 12 lat.

## Rozmieszczenie geograficzne
Leniwiec grzywiasty występuje endemicznie w sposób nieciągły w przybrzeżnych lasach atlantyckich we wschodniej Brazylii, od Sergipe i wschodniej Bahii na południe do południowego Espírito Santo, północnego stanu Rio de Janeiro i wschodniego Minas Gerais. Żyje na wysokości do 1000 m nad poziomem morza.
Prawdopodobnie zamieszkuje obszar o powierzchni mniejszej niż 1000 km².

## Ekologia
Leniwiec grzywiasty występuje w mokrych lasach tropikalnych, oraz w półzielonych lasach tropikalnych. Siedlisko gatunku charakteryzuje się opadami o rocznej sumie nie mniejszej niż 1200 mm. Spotyka się go w lasach wtórnych, izolowanych kępach leśnych o powierzchni poniżej 20 ha oraz na terenach rolniczych o zachowanym piętrze koron drzew.
Leniwiec grzywiasty jest foliofagiem. Dietę badanej przez naukowców populacji z Poço das Antas Biological Reserve stanowiły liście 21 gatunków roślin. W tym 16 gatunków drzew i 5 gatunków lian – z 12 rodzin i 15 rodzajów. Zwierzęta preferowały raczej młode liście, cechujące się większą wartością odżywczą, które stanowiły powyżej dwóch trzecich pokarmu leniwców. 56% pożywienia stanowiły części figowców z rodziny morwowatych, Mandevilla z toinowatych, Micropholis venulosa z sączyńcowatych i śliw z różowatych. Ale dieta poszczególnych osobników składa się z kilku gatunków roślin.
Populacje zamieszkujące we wschodnich obszarach przybrzeżnych Brazylii położonych poniżej 1500 m n.p.m. wykazują sympatryczność z leniwcem pstrym.
Na leniwcach grzywiastych żerują pasożyty zewnętrzne: pod udami kleszcze Amblyomma varium i Boophilus, a w dolnej części pleców i na udach chrząszcze Trichilium.

## Zagrożenia i ochrona
Wśród zagrożeń wymienia się utratę i fragmentację siedlisk, zwłaszcza w obrębie sąsiadującego z gęsto zaludnionymi obszarami lasu atlantyckiego. Ostało się zaledwie jedna dwudziesta do jednej dziesiątej pierwotnego lasu, a pozostałości są silnie pofragmentowane. Pozostało poniżej 1000 km² odpowiednich dla leniwca grzywiastego siedlisk, a i ta liczba ciągle się zmniejsza. IUCN klasyfikuje leniwca grzywiastego jako gatunek narażony na wyginięcie.